# Чемпионат Москвы по футболу 1909
Чемпионат Москвы по футболу 1909 стал первым неофициальным первенством столицы, в качестве которого выступил турнир, организованный специальным жюри под руководством известного спортивного мецената Р. Ф. Фульда — Кубок им. Фульда.
Турнир получил дальнейшее развитие — учрежденный Фульда приз (кубок) дал название официальному чемпионату основанной в следующем сезоне Московской футбольной лиги и вручался победителю весь период её существования вплоть до 1923 года.
Победителем турнира стал «Британский» КС.

## Организация и проведение турнира
Согласно регламенту, участниками турнира могли быть только зарегистрированные клубы, имевшие устав. Таковых на тот момент было четыре: «Сокольнический» КС (СКС), «Унион», «Британский» КС (БКС — его членами могли быть исключительно подданные Великобритании или американцы) и КС «Орехово», именуемый ещё «Морозовцы» (клуб, изначально основанный англичанами, работавшими на Морозовских мануфактурах). Для проведения соревнований было избрано жюри, куда вошли представители клубов Роберт Вентцелли (СКС), Артур Паркер (БКС), Федор Гольц («Унион»), имевший опыт выступлений в Санкт-Петербургской лиге, и секретарь — Р. Ф. Фульда. Жюри составило календарь турнира (который, впрочем, имел рекомендательный характер и командами практически не выполнялся). Все матчи этого первого осеннего сезона происходили на полях СКС и БКС («Ширяево поле», арендованное «Унионом» и бывшее его домашним полем, было по своему качеству признано непригодным).
Авторитет британцев в те времена в московском футболе был непоколебим — лишь игроки «Сокольнического» КС сумели оказать в первом матче существенное сопротивление. Остальные матчи британцы выиграли достаточно крупно. Не удовлетворившись этим, они вызвали на матч сборную Москвы (такие матчи чемпиона со сборной всех команд турнира стали в дальнейшем отличительной многолетней традицией российского и советского футбола) и также уверенно победили (5:2). О силе «Британского» КС в том сезоне говорит также тот факт, что перед этим матчем была разгромлена прибывшая в Москву сборная трех английских клубов Санкт-Петербурга (8:0).

## Ход турнира

### Турнирная таблица
| № | Команды             | 1         | 2         | 3       | 4         | В | Н | П | М      | О  |
| - | ------------------- | --------- | --------- | ------- | --------- | - | - | - | ------ | -- |
|   | «Британский» КС     |           | 4:0 3:2   | 10:1 ·  | 14:0 12:1 | 5 | 0 | 0 | 43 — 4 | 10 |
|   | «Сокольнический» КС | 2:3 0:4   |           | 7:0 1:2 | 13:0 12:0 | 3 | 0 | 3 | 35 — 9 | 6  |
|   | КС «Орехово»        | 1:10      | 2:1 0:7   |         |           | 1 | 0 | 2 | 3 — 18 | 2  |
| 4 | «Унион»             | 1:12 0:14 | 0:12 0:13 |         |           | 0 | 0 | 4 | 1 — 51 | 0  |

### Матчи
| 23 авг | «Британский» КС            | 3:2     | «Сокольнический» КС        | Москва                                        |
| | - 5′ - 2:2′ - Ф.Джонс 3:2′ | (отчёт) | - 1:1′ А.Скорлупкин - 1:2′ | Стадион: поле СКС Зрителей: 500 Судья: Д.Белл |
| «Британский» КС: Вильтен - Э.Томас, Паркер - С.Чарнок, Ланн, Г.Уайтхед - Нэш, Хилл , Ф.Джонс, Ньюман, Д.Уайтхед · «Сокольнический» КС: В.Виноградов - М.Ромм, П.Розанов - Константинович, В.Иванов, Роб.Вентцелли - Руд.Вентцелли, Пампель, Ф.Розанов, А.Скорлупкин, Л.Смирнов |                            |         |                            |                                               |

| 29 авг | «Британский» КС | 14:0    | «Унион» | Москва                            |
| |                 | (отчёт) |         | Стадион: поле БКС Судья: К.Чарнок |
| «Британский» КС: Томас-III - Ланн, Паркер - С.Чарнок, Томас-II, Э.Томас - Нэш, Хилл, Ф.Джонс, Ньюман, Г.Уайтхед «Унион»: Шульц-I - Гольц, Янкович - Б.Николаев, Максин-II, Паур - Протопопов, Казанов, Поляков, Шульц-II, Бэзик |                 |         |         |                                   |

| 30 авг | КС «Орехово»           | 2:1     | «Сокольнический» КС | Москва                          |
| | - Дж.Чарнок 16′ - 2:1′ | (отчёт) | - 1:1′              | Стадион: поле СКС Зрителей: 500 |
| КС «Орехово»: Хаваев - Данкерли, В.Мишин - Гейвуд, А.Кынин, Н.Кынин - Томлинсон, Бертель, Дж.Чарнок , М.Савинцев, А.Акимов «Сокольнический» КС: В.Виноградов - Роб.Вентцелли, Пампель - Шелонский, В.Иванов, А.Скорлупкин - Руд.Вентцелли, Никольский, Ф.Розанов, В.Серпинский, Л.Смирнов |                        |         |                     |                                 |

| 6 сен | «Сокольнический» КС | 13:0    | «Унион» | Москва                             |
| | - В.Серпинский      | (отчёт) |         | Стадион: поле СКС Судья: Ордынский |
| «Сокольнический» КС: В.Виноградов - Ромм, Роб.Вентцелли - Константиновский, В.Иванов, Л.Смирнов - Р.Серпинский, Руд.Вентцелли, В.Серпинский, Ф.Розанов, А.Скорлупкин «Унион»: Шульц-I (Гольц) - Емельянов, Максин-I - Гольц (Шульц-I) , Максин-II, Ганшин - Казанов, Поляков, Шульц-II, Бэзик, Тамман |                     |         |         |                                    |

| 8 сен | «Британский» КС | 10:1    | КС «Орехово» | Москва                                          |
| | - Хилл          | (отчёт) |              | Стадион: поле БКС Зрителей: 700 Судья: К.Чарнок |
| «Британский» КС: Томас-III - Даунн, Паркер - С.Чарнок, Ланн, Г.Уайтхед - Нэш, Хилл, Ф.Джонс, Ньюман, Д.Уайтхед КС «Орехово»: Хаваев (Н.Макаров) - Данкерли, В.Мишин - Гейвуд, Н.Кынин, А.Мишин - Томлинсон, Бертельс, Дж.Чарнок, Н.Макаров (Хаваев), А.Акимов |                 |         |              |                                                 |

| 20 сен | «Британский» КС | 4:0     | «Сокольнический» КС | Москва                                          |
| |                 | (отчёт) |                     | Стадион: поле БКС Зрителей: 1 000 Судья: Д.Белл |
| «Британский» КС: Бейнс - Даунн, Паркер - Э.Томас, Ланн, Г.Уайтхед - Нэш, Хилл, Ф.Джонс, Ньюман, Д.Уайтхед «Сокольнический» КС: В.Виноградов - П.Розанов, Роб.Вентцелли - Константиновский, В.Иванов, А.Скорлупкин - Р.Серпинский, Руд.Вентцелли, В.Серпинский, Ф.Розанов, Л.Смирнов |                 |         |                     |                                                 |

| 26 сен | «Британский» КС                     | 12:1    | «Унион»       | Москва                                       |
| | - Емельянов 1:1′ (авт.) - Д.Уайтхед | (отчёт) | - 26′ Поляков | Стадион: поле БКС Зрителей: 500 Судья: К.Нэш |
| «Британский» КС: Бейнс - Даунн, Ф.Джонс - Джонсон, Ланн, Лидч - Гент, Э.Томас, Паркер, Ньюман, Д.Уайтхед «Унион»: Шульц-I (Гольц) - Емельянов, Б.Николаев - Янкович, Максин-II, Гольдберг - Гольц (Шульц-I), Казанов, Поляков, Шульц-II, Бэзик |                                     |         |               |                                              |

| 4 окт | «Сокольнический» КС           | 7:0 | КС «Орехово» | Москва                                         |
| | - А.Скорлупкин - В.Серпинский |     |              | Стадион: поле СКС Зрителей: 700 Судья: Е.Бейнс |
| «Сокольнический» КС: В.Виноградов - Ромм, Роб.Вентцелли - Жилин, А.Парфенов, В.Иванов - Руд.Вентцелли, Мухин, А.Скорлупкин, В.Серпинский , Л.Смирнов КС «Орехово»: Бертельс - Данкерли, Мишин - Савинский, Гейвуд, Н.Кынин - Томлинсон, Хаваев, Дж.Чарнок, А.Кынин, Стандринг |                               |     |              |                                                |

| 18 окт | «Сокольнический» КС                                                                                   | 12:0    | «Унион» | Москва                         |
| | - А.Скорлупкин 18′ 45′ 48′ 77′ - В.Серпинский 20′ 34′ 43′ 53′ 63′ 66′ - Ф.Розанов 67′ - Л.Смирнов 89′ | (отчёт) |         | Стадион: поле СКС Судья: Бутин |
| «Сокольнический» КС: В.Виноградов - Ромм, Роб.Вентцелли - Пампель, В.Иванов, Жилин - Л.Смирнов, Руд.Вентцелли, В.Серпинский, Ф.Розанов, А.Скорлупкин «Унион»: Бертрам - ... Казанов ... | |         |         |                                |

### Матч «Чемпион — Сборная»
| 11 окт | «Британский» КС             | 5:2     | Москва                             | Москва                                           |
| | - Ф.Джонс 20′ - Э.Томас 22′ | (отчёт) | - 3:1′ Поляков - 3:2′ А.Скорлупкин | Стадион: поле СКС Зрителей: 2 000 Судья: Е.Бейнс |
| «Британский» КС: Томас-III - Даунн, Паркер - С.Чарнок, Ланн, Г.Уайтхед - Нэш, Э.Томас, Ф.Джонс, Ньюман, Д.Уайтхед Москва: В.Виноградов - Ромм, Роб.Вентцелли - Данкерли, А.Парфенов, Л.Смирнов - Руд.Вентцелли, А.Серпинский , Ф.Розанов, Поляков, А.Скорлупкин |                             |         |                                    |                                                  |

### Галерея
|  |  |